# Cartuja de Garegnano
La cartuja de Garegnano (en italiano: Certosa di Garegnano (también llamada cartuja de Milán) fue una antigua cartuja italiana fundada en 1349 ubicada en su tiempo en campo abierto, en las afueras de Milán, ahora en el distrito de Garegnano al noroeste de la ciudad. Fue reconstruida casi por completo bajo la dirección del arquitecto Vincenzo Seregni,  a partir de la década de 1570. Fue suprimida bajo las reformas racionalistas del emperador José II, cuando Milán estaba entonces bajo dominio austriaco, y se convirtió en iglesia parroquial en 1782. En 1960, los frailes capuchinos se hicieron cargo de las funciones parroquiales y de las edificaciones supervivientes, que datan de los siglos XVI y XVII.
Las principales obras de arte incluyen un ciclo de frescos en la iglesia principal de Simone Peterzano (1578), il Genovesino y Daniele Crespi (1629). Hay un cuadro de San Brunone de Crespi. La sala capitular tiene, en la bóveda, un fresco de San Miguel obra de Bernardo Zenale de principios del siglo XVI.
Se puede visitar, con entrada gratuita, gracias a la colaboración de los voluntarios para el Patrimonio Cultural del Touring Club Italiano.

## Historia

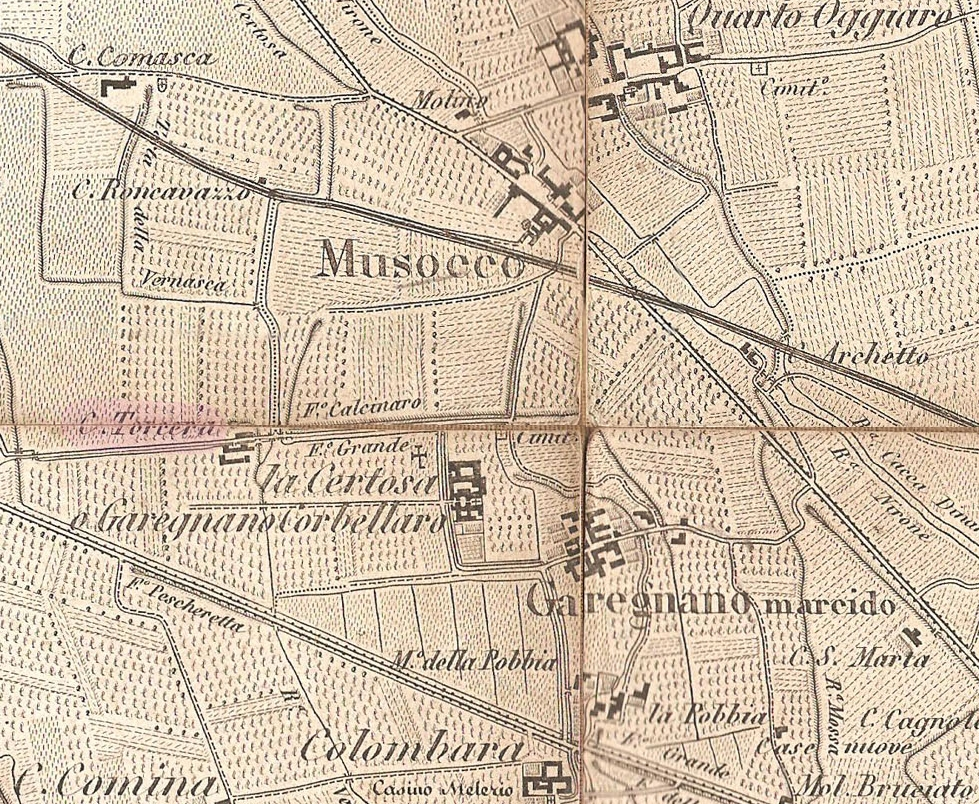
Un mapa de 1865, cuando la Certosa estaba en plena campiña

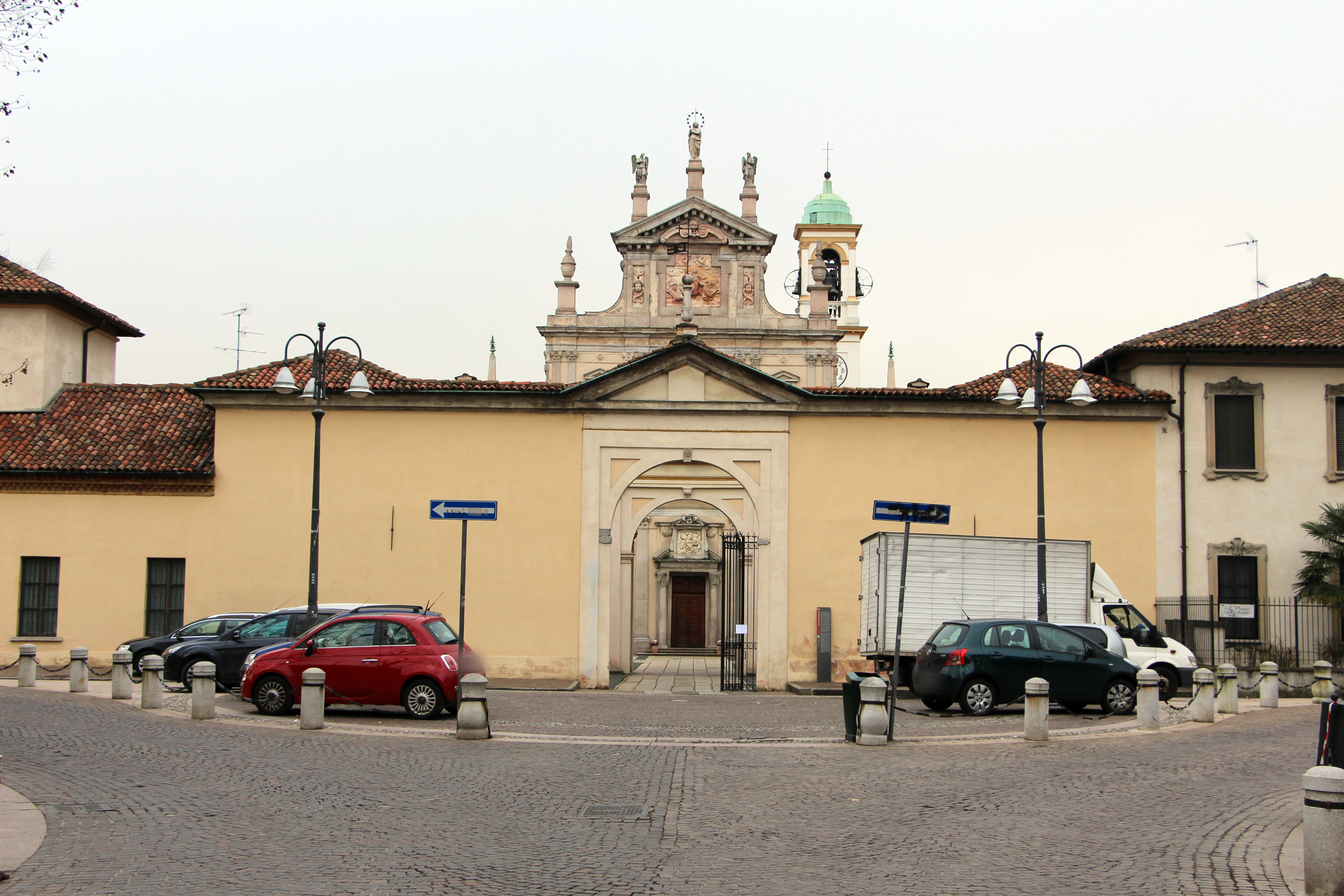
Vista del acceso exterior

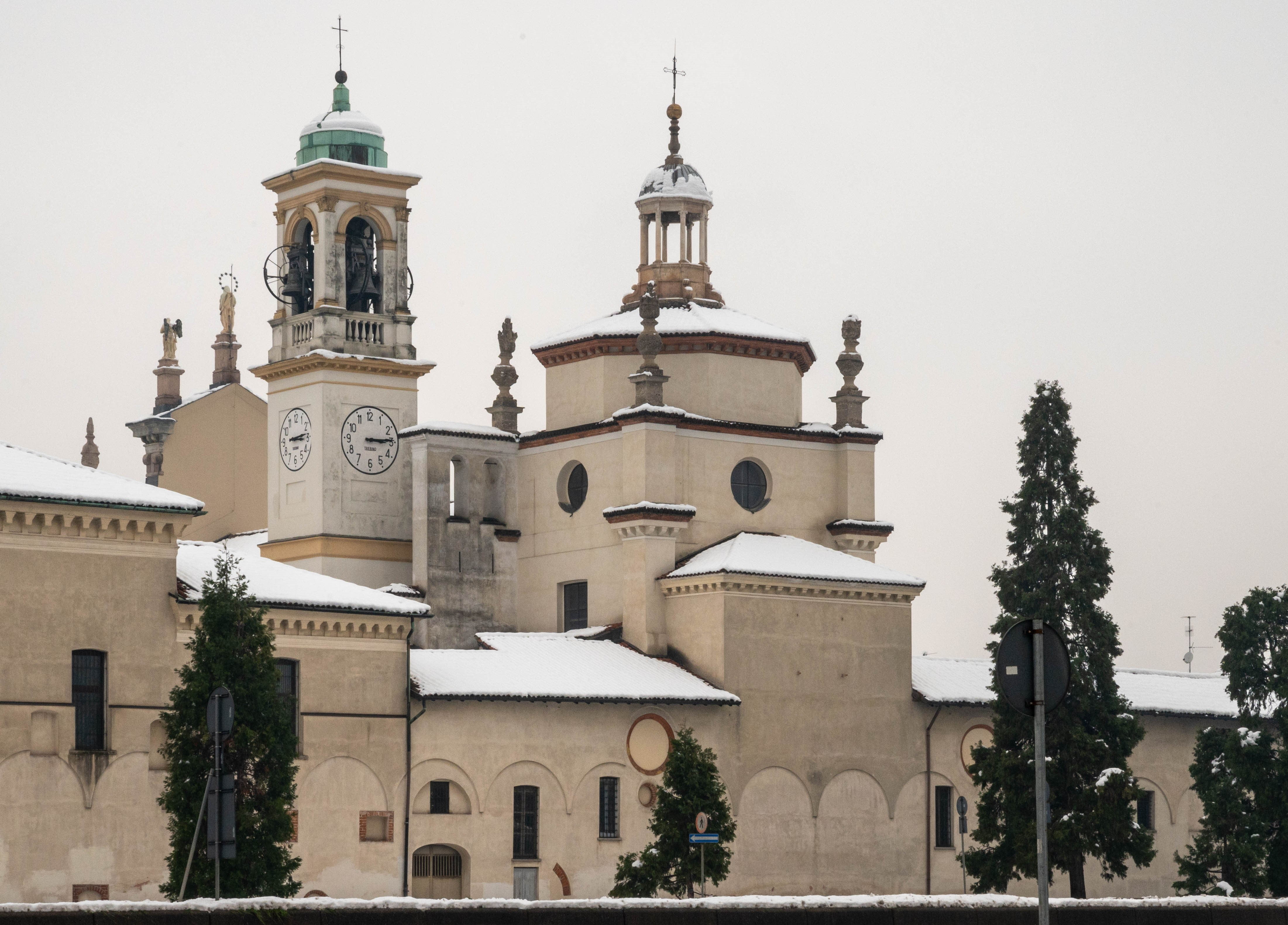
Vista del ábside

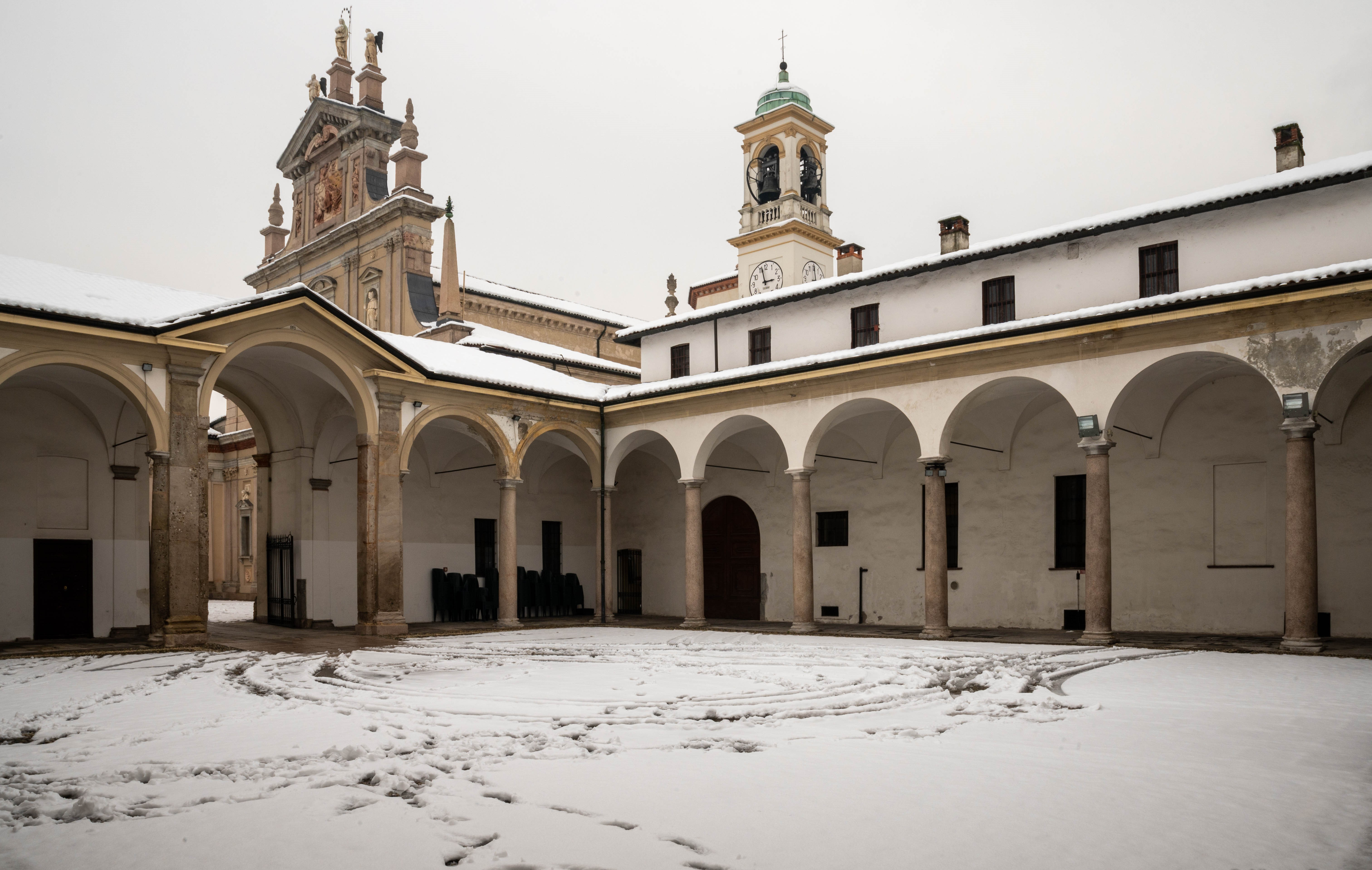
Vista del patio

El monasterio, dedicado a san Ambrosio pero también conocido como Nuestra Señora del Cordero de Dios, fue fundado el 19 de septiembre de 1349 por Giovanni Visconti, arzobispo y señor de la ciudad. Tuvo el honor, en el verano de 1357, de acoger también a Francesco Petrarca. La edificación se encontraba a sólo cuatro kilómetros al oeste de las murallas de Milán, en el entonces pueblo rural de Garegnano, y fue construida —según explica el acta de fundación— con la intención precisa de permitir a los monjes que la administrasen vivir en retiro solitario y rezar también por la arzobispo que, habiéndose convertido también en señor temporal, no podía atender adecuadamente los aspectos eclesiásticos que su cargo le imponía. Para ello, Visconti la dotó de grandes terrenos y propiedades inmobiliarias, campos, viñedos y bosques ubicados en la Pieve di Trenno, cuyos ingresos podían garantizar el sustento de los monjes, y la eximió de todos los impuestos y derechos de aduana, quedando la Orden de los Cartujos, una orden dedicada exclusivamente a la oración y la contemplación.
Las obras para la construcción del monasterio finalizaron en gran parte en 1352, aunque la iglesia no fue consagrada oficialmente hasta 1367. Uno de los priores de esta cartuja fue Stefano Maconi quien, por sugerencia de la esposa del duque Gian Galeazzo Visconti, será uno de los primeros priores de la Cartuja de Pavía. Durante el siglo XIV, Luchino Visconti hizo importantes donaciones a la fábrica de la cartuja para poder ampliarla y construir nuevos altares.
El complejo, dedicado a la Virgen, estaba situado en el interior del Bosco della Merlata, una zona muy frecuentada por bandoleros y bandidos que, la noche del 23 de abril de 1449, entraron en la cartuja y realizaron incursiones, incautándose de oro y objetos preciosos. Pocos restos quedan de la antigua edificación que data de los siglos XIV y XV, en particular el pequeño claustro, o Claustro Parvo, en el lado derecho de la iglesia, y su ábside cuadrangular con tiburio octogonal.
El complejo de la cartuja fue reconstruido casi por completo bajo la dirección del arquitecto Vincenzo Seregni, ya director de la Fabbrica del Duomo, a partir de la década de 1570. Seregni fue responsable en particular del Patio de las Limosnas, del Patio de Honor, del Gran Claustro, del Claustro de la Forestería y de la renovación de la iglesia, antaño claramente dividida en dos zonas, una destinada a los monjes y otra a los hermanos legos.
En épocas posteriores la cartuja acogió a personajes ilustres de la vida política y religiosa de la época como san Bernardino de Siena, san Carlos Borromeo y Felipe IV de España.
Se mantuvo en boga hasta la supresión de las órdenes contemplativas en 1779 por José II. Utilizado como caserna durante la ocupación napoleónica, fue restaurado para el culto con la restauración austriaca. Durante el siglo XIX fue visitado por Lord Byron, quien quedó especialmente impresionado por sus frescos que describió en una de sus cartas.
Con la transformación del pueblo de Garegnano en parroquia, en los años 1930 se eliminó el tabique que dividía la iglesia en dos, se eliminaron las sillerías y se construyó el altar mayor.
Aunque el gran claustro haya sido mutilado (destruido durante la secularización napoleónica) y esté delimitado por el paso elevado que conecta la autostrada de los Lagos (A8) y la Turín-Venecia, sigue siendo un monumento de considerable interés.

## Descripción

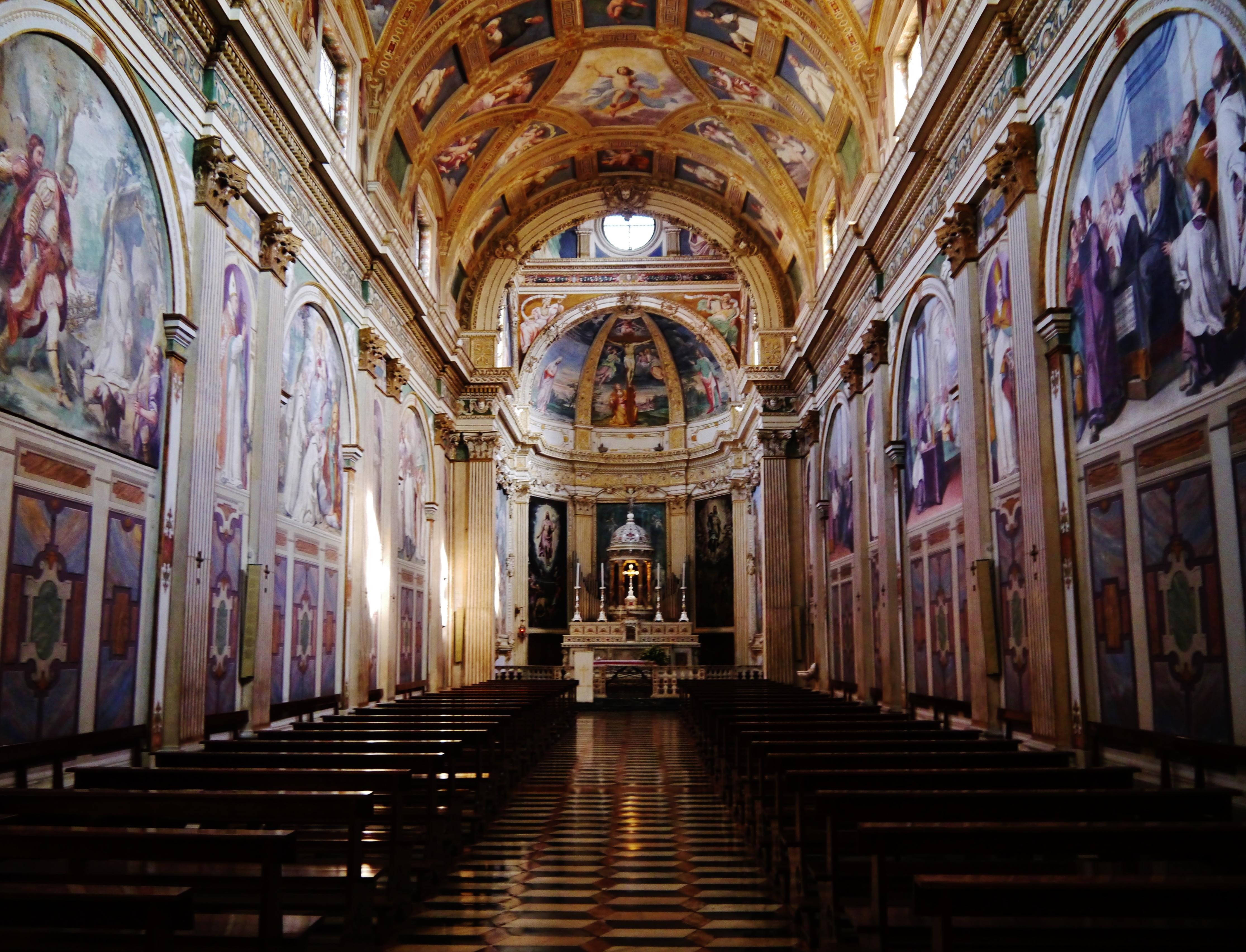
Vista del interior hacia el altar

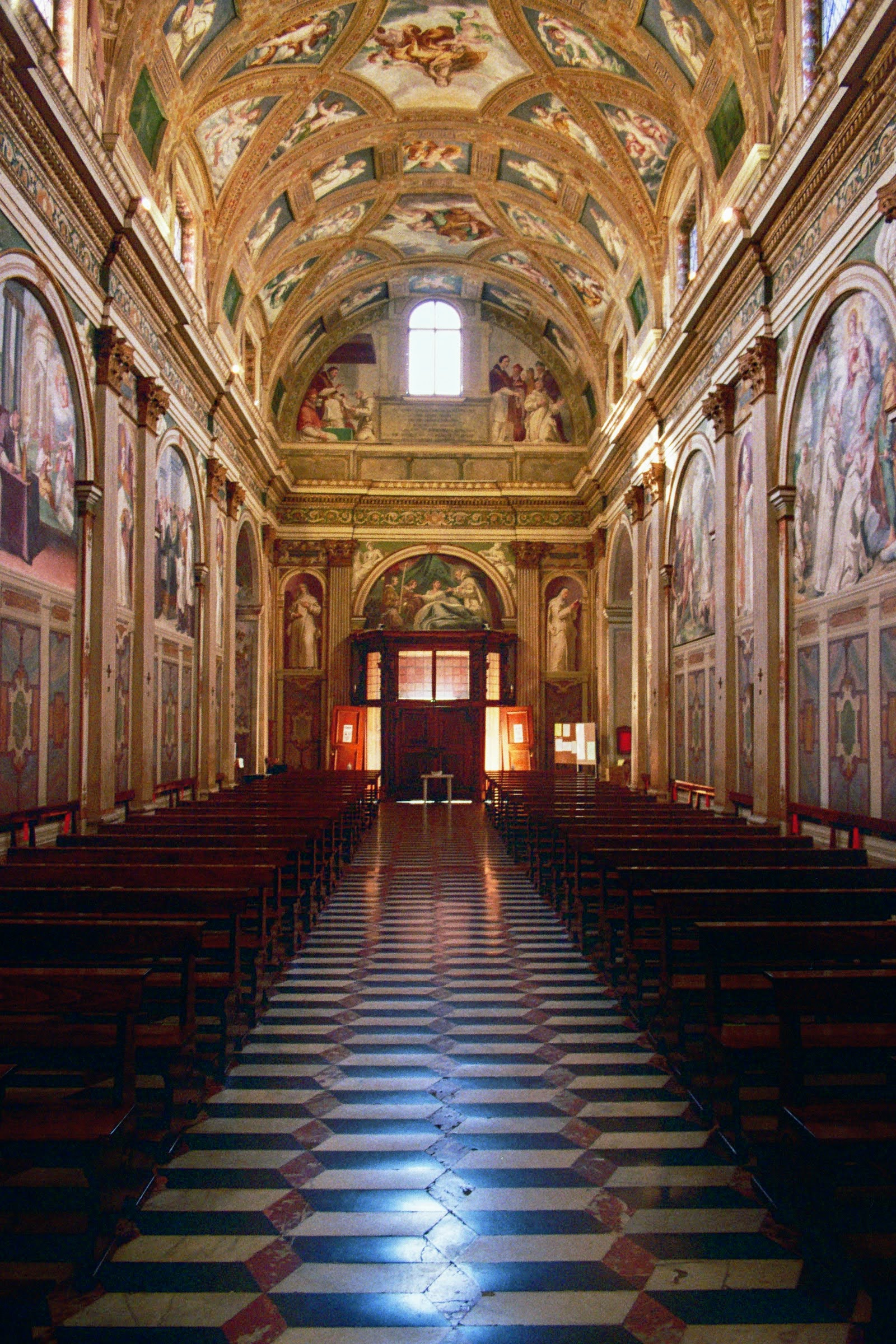
Vista del interior hacia la entrada

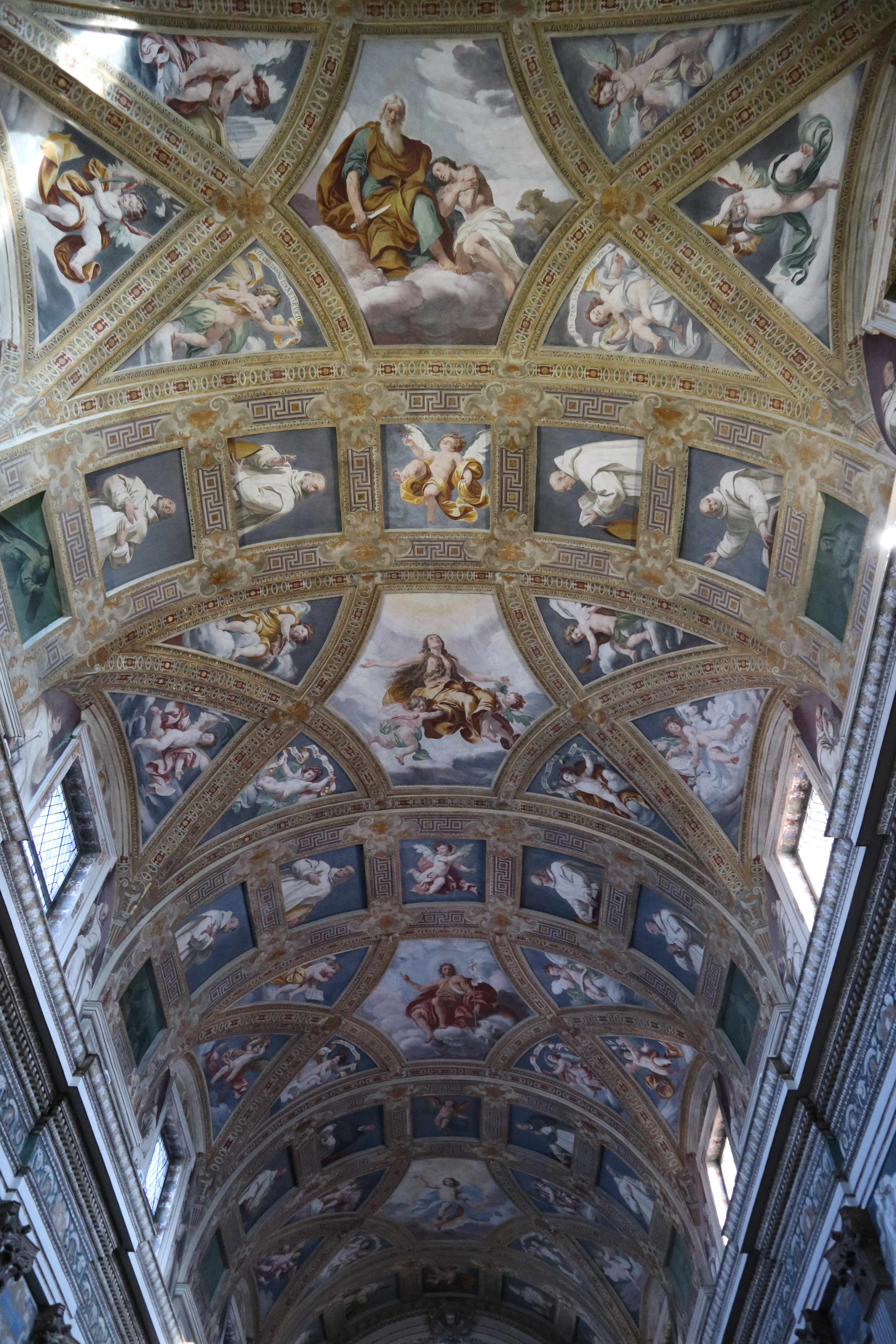
La bóveda

Al complejo se accedía antiguamente cruzando el canal de Molina, antes de que éste fuera rellenado por las inundaciones que provocaba. El acceso entrada principal conduce al Cortile dell'Elemosina, la única zona del convento abierta a todos, que consta de un sobrio pórtico clasizante, cerrado por un arco que da acceso al Cortile d'Onore frente a la iglesia. Éste, de planta cuadrada en forma de exedra trilobulada, era accesible sólo a los miembros de la orden. Desde él, además de a la iglesia, se accede por la izquierda a la parte rústica del conjunto monástico, mientras que por la derecha se accede al claustro de la hospedería.

### La iglesia
La iglesia abacial fue reformada en estilo renacentista tardío a partir del año 1562. La fachada presenta módulos mezclados entre los estilos renacentista y barroco compuestos por numerosas estatuas, obeliscos, frisos y llamas. De hecho, su construcción requirió varias décadas, ya que los primeros dibujos que se conservan de Seregni datan de 1570, mientras que la presencia de San Carlos entre las estatuas, canonizado en 1610, atestigua que no se completó hasta esa fecha. Está compuesto por tres órdenes marcados por pilastras corintias pareadas que dividen los distintos nichos que contienen efigies de santos y obispos. La estatuaria está realizada en mármol de Candoglia, a excepción del alto relieve de la Maddalena en piedra rosa de Angera, y sigue un preciso orden jerárquico en su disposición. La presencia de lo divino está representada de arriba abajo (la Vergine assunta entre ángeles en la parte superior, y la Maddalena trasportata dagli angeli), en el segundo orden la diócesis milanesa con sus patrones san Carlo y sant'Ambrogio, mientras que en el primero orden en el centro la Fuga in Egitto, luego la orden cartuja con san Bruno y el vescovo Ugo, y a los lados los bustos de los fundadores de la cartuja, Giovanni y Luchino Visconti. Se desconocen los autores.
Toda la construcción del conjunto que hoy se puede admirar, tanto por la parte arquitectónica como por los ciclos pictóricos, responde a los dictados de la contrarreforma, según la cual la tarea del arte era llevar a los fieles a concentrarse en la predica y para ello reflexionar sobre los valores de la fe, y sobre el papel de los santos y de la iglesia.
En el interior, en la zona del ábside, la cubierta está presidida por un tiburio de forma octogonal, mientras que toda la iglesia (obra de Vincenzo Seregni) es de una única nave con bóveda de cañón y estucos geométricos. Es famosa la decoración al fresco, compuesta por dos ciclos pictóricos distintos, el primero del manierista Simone Peterzano, maestro del célebre Caravaggio (1578) y el segundo del mayor intérprete del barroco milanés de mediados del siglo XVII, Daniele   Crespi (1629).

#### La decoración del presbiterio por Simone Peterzano

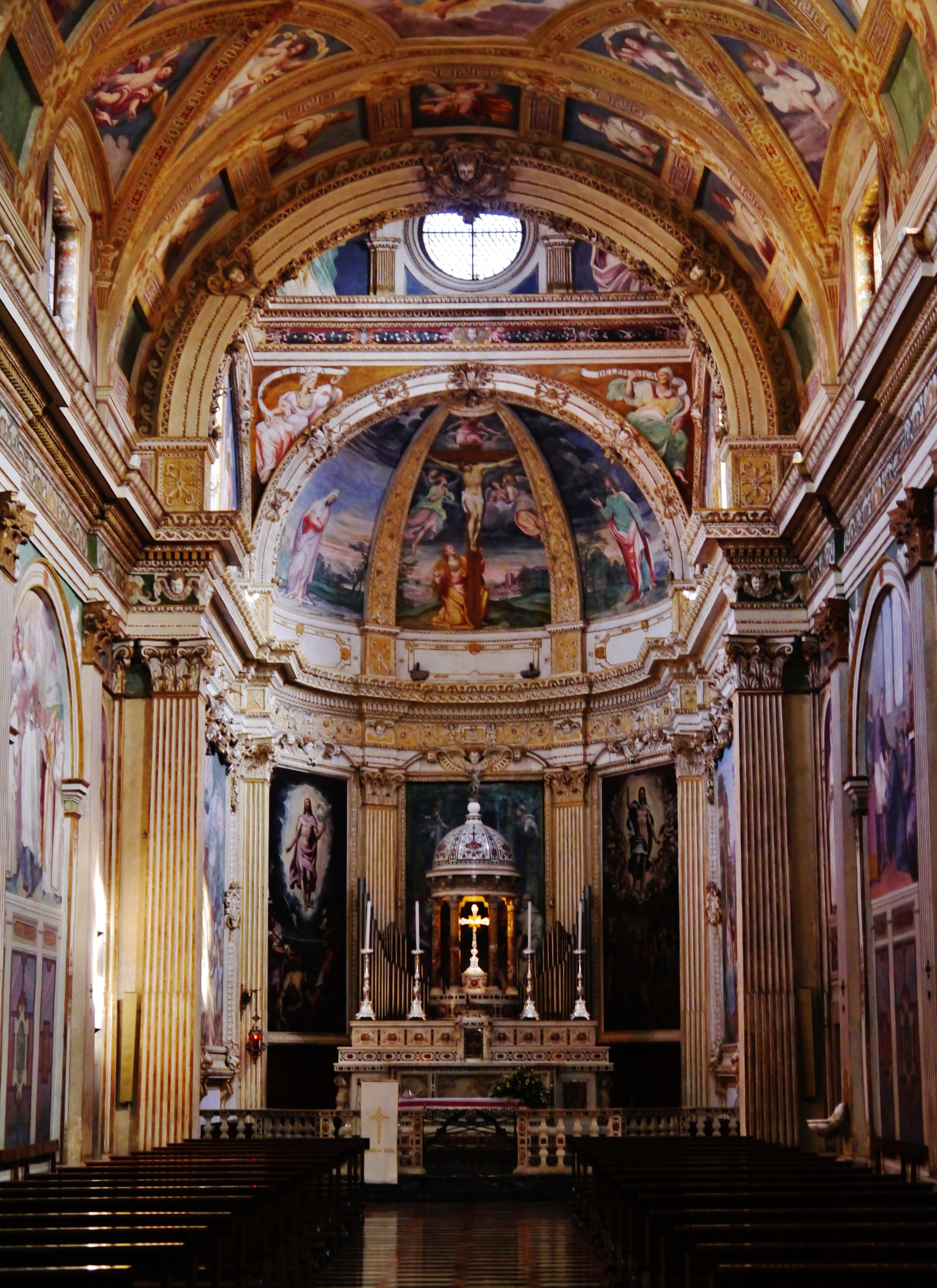
Vista del altar, con el catino absidial y el tiburio pintados al fresco por Peterzano

La decoración pictórica del presbiterio fue confiada a Peterzano en 1578, con escrupulosas indicaciones sobre los temas a representar y el estilo a utilizar, en estricto cumplimiento de las Instructiuonum fabricae et Supellectilis ecclesiasticae emitidas por el arzobispo Carlo Borromeo el año anterior. En el catino absidial se encuentra la Crocefissione, con las figuras aisladas de la Vergine y de san Giovanni, debajo de los lienzos con la Resurrezione, la Ascensione, la Natività y la Adorazione dei Magi. En la cúpula octogonal, dividida en segmentos por los estucos de Marsiolio de' Solis, están pintados al fresco ocho Angeli con i simboli della passione, con el Padreterno en el centro. En el tiburio están los Profeti y las Sibille, en los cuatro grandes arcos los Evangelisti. En estas obras se hace evidente el acentuado michelangiolismo de Peterzano, en el énfasis dado a los detalles anatómicos de las figuras, en el vigoroso claroscuro que les confiere una fuerte plasticidad y en el movimiento rotatorio dado a las poses.

#### El ciclo de lasStorie di San Bruno
Aunque no se ha conservado documentación alguna, se sabe por la inscripción pintada por el propio pintor que el ciclo de frescos realizado por Daniele Crespi fue terminado en 1629, un año después de su muerte durante la epidemia de peste de 1630.
En la bóveda, con compartimentos geométricos, se encuentran ángeles festejantes, veinte bustos de cartujos y cuatro medallones que representan:
- Il sacrificio di Isacco
- Maria Maddalena assunta in cielo per ascoltare i cori angelici
- San Giovanni Battista
- Ascensione di Gesù

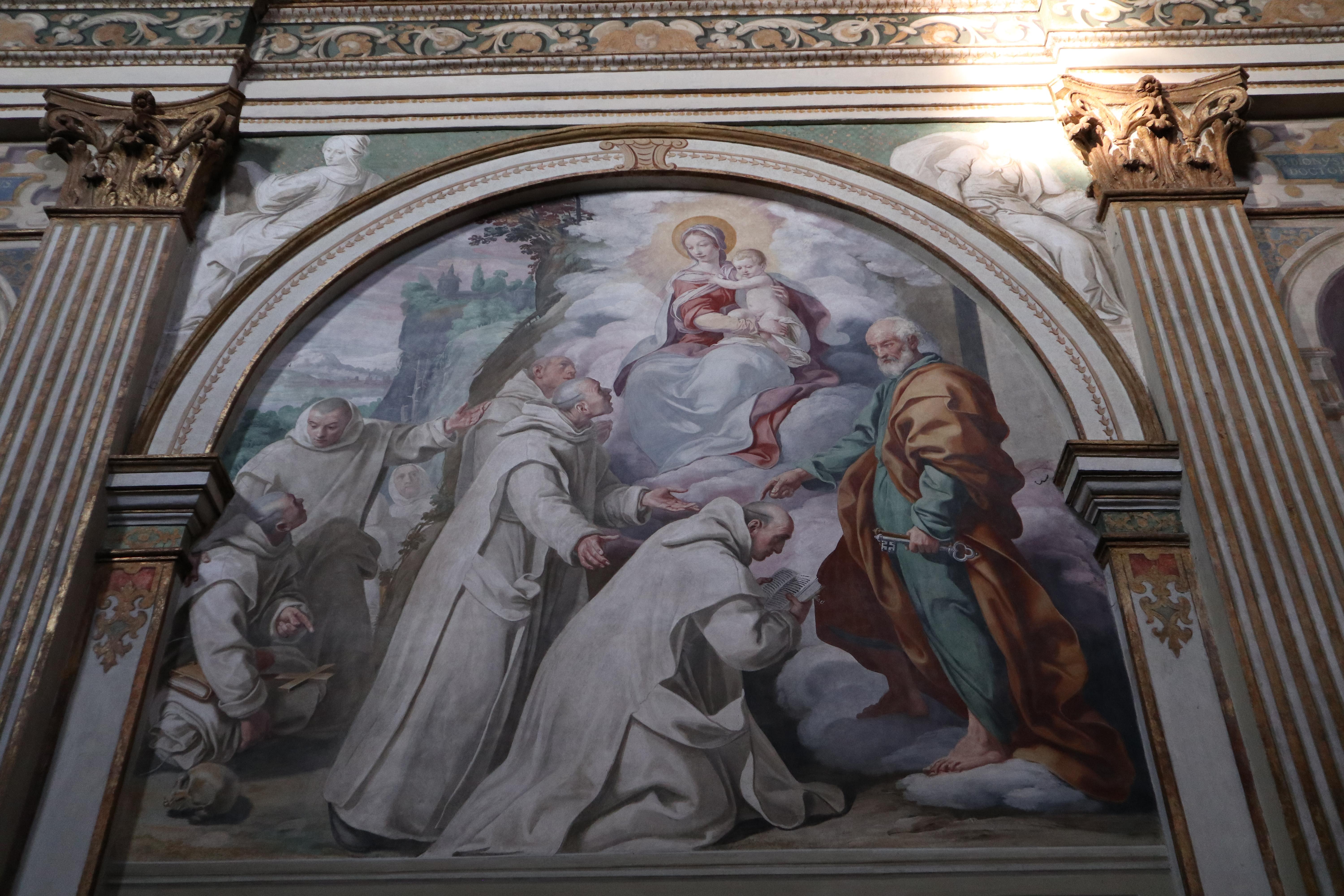
Daniele Crespi, San Pietro e la Vergine approvano la regola certosina

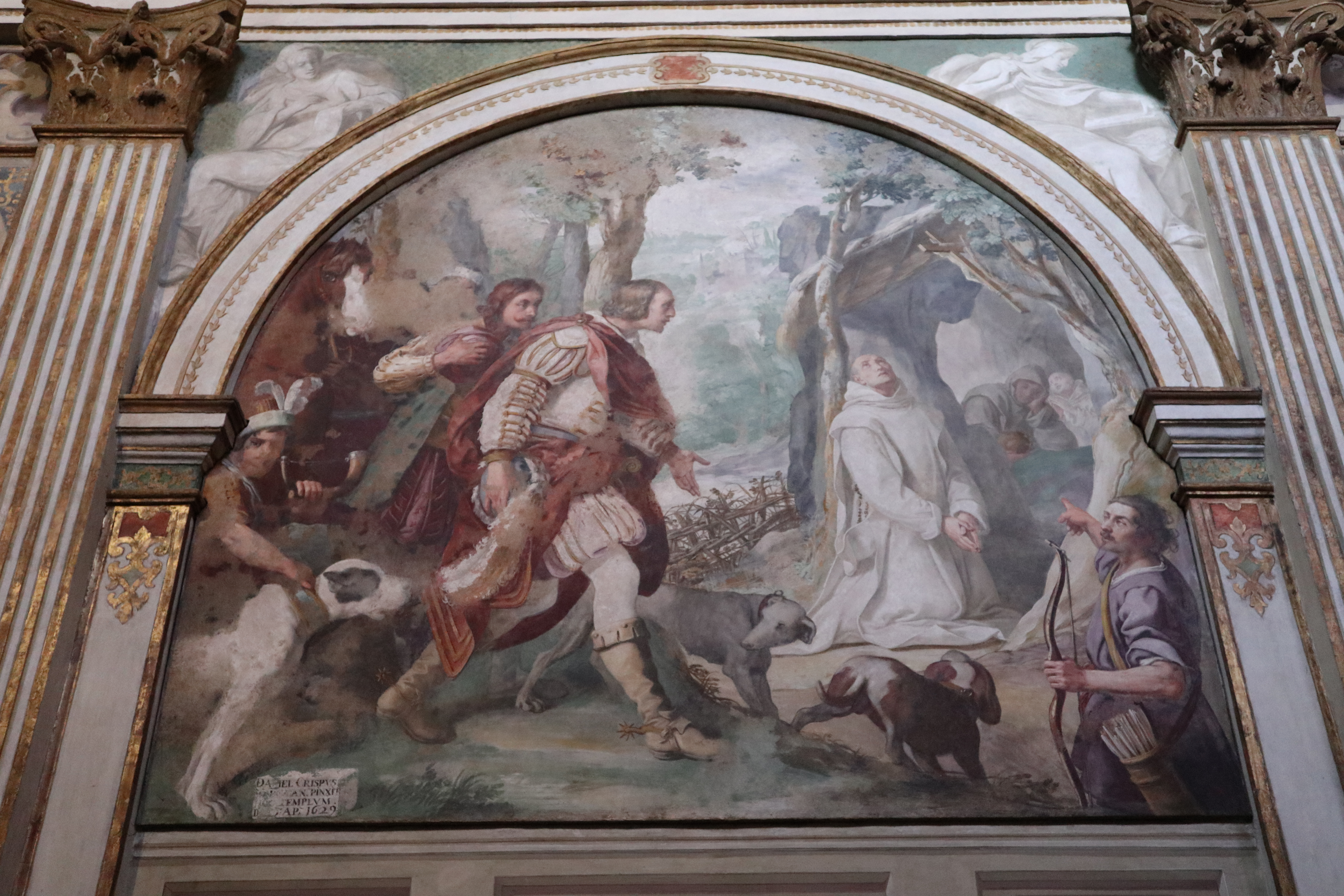
Daniele Crespi, Ruggero di Calabria incontra san Bruno

En los muros de la nave y en la contrafachada se encuentra el ciclo con las Storie di San Bruno, creado sólo 7 años después de su canonización. El ciclo está compuesto por los siguientes frescos:
- La resurrezione di Raimondo Diocrès (donde el médico parisino resucita temporalmente en su propio funeral para anunciar al Santo que ha sido condenado al infierno)[6][7]
- Il sogno del vescovo Ugo di Grenoble (escenográficamente, un joven descorre una cortina mostrando el sueño premonitorio del obispo Hugo, que se muestra en primer plano dormitando en su mesa: los ángeles construyen la cartuja que anuncia la llegada de san Bruno).
- San Bruno e compagni chiedono al vescovo un luogo di ritiro [San Bruno y sus compañeros piden al obispo un lugar de retiro]
- La Benedizione della prima pietra della Grande Chartreuse (primera piedra puesta el 24 de junio de 1085, fiesta de San Juan representado en la parte superior junto con el rey David, mientras que al fondo está el Gregorio VII)
- San Pietro e la Vergine approvano la regola certosina se considera el episodio más feliz de todo el ciclo, en el contraste entre la hieraticidad de las figuras sagradas con la expresividad de los monjes [8])
- Ruggero di Calabria incontra san Bruno (el episodio lleva la firma de todo el ciclo y la fecha 5 de abril de 1629. Aquí el pintor anima la escena gracias a la precisión de la representación del paisaje, de los trajes de las figuras y de los perros, haciendo es una escena de género)
- San Bruno appare in sogno al conte Ruggero (para advertirle de la conspiración del capitán de la guardia representado al fondo)

Los siguientes frescos completan la obra de la contrafachada:
- Urbano II approva l'esperienza certosina
- San Bruno rifiuta la carica arcivescovile [San Bruno rechaza el arzobispado]

Al lado de las ventanas y en los falsos edículos, están representados de cuerpo entero veinte santos y beatos de la orden cartuja. Los retratos se caracterizan por una fuerte expresividad y un intenso realismo, así como por una eficaz plasticidad ilusionistica.

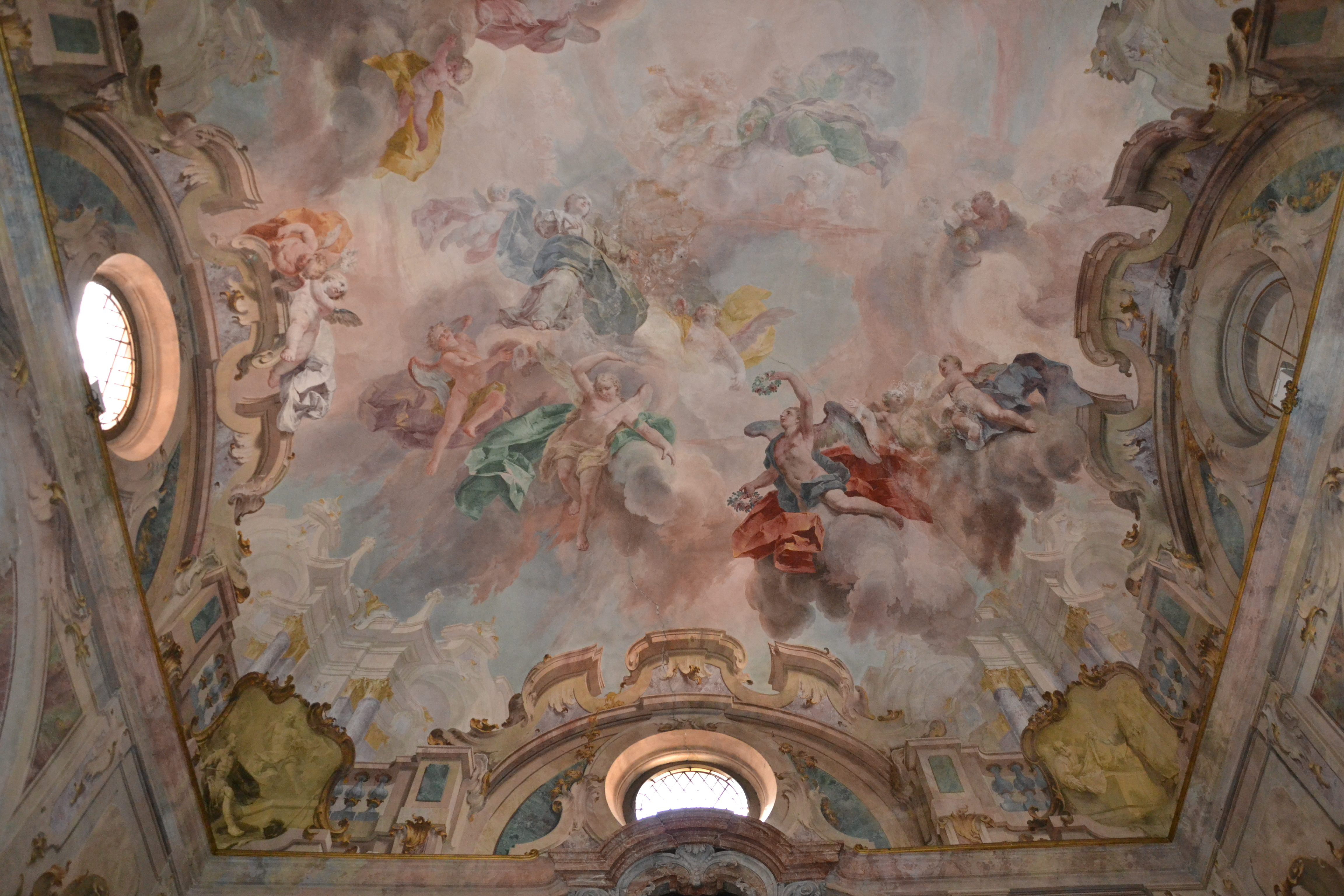
Biagio Bellotti, Gloria della Vergine

#### La capilla delRosario
La última intervención decorativa importante en la iglesia es la creación de la capilla conocida como del Rosario, construida hacia 1770 por el canónigo Biagio Bellotti. La decoración, de estilo rococó, integra en un solo conjunto los frescos que recubren toda la superficie de la capilla y los elementos arquitectónicos y ornamentales como el altar y los marcos. Es fruto de la colaboración de Agrati, autor de las cuadraturas al fresco, y de Bellotti, autor de las figuras. En la cúpula está la Gloria della Vergine, mientras que en las paredes están pintados al fresco los misterios del rosario: a la izquierda los misterios gozosos: La visitazione, La nascita di Gesù, La presentazione di Gesù al Tempio, Gesù fra i dottori, así como la Crocefissione. Enfrente, los otros misterios dolorosos: Gesù nell'orto degli ulivi, La flagellazione di Gesù alla colonna, L'incoronazione di spine, Gesù è caricato della Croce. El empuje ascensional de la cúpula recuerda las famosas bóvedas de Tiepolo del Palazzo Clerici y del Palazzo Archinto de Milán, mientras que la gama cromática de verdes y rosas y tonos de piel cerúleos proviene de otros autores del barroco lombardo como Pietro Antonio Magatti
El altar alberga el cuadro Annunciazione de Enea Salmeggia creado en 1596.

### Otras intervenciones artísticas
Las únicas piezas pictóricas conservadas en el complejo abacial antes de las renovaciones manieristas y barrocas son un fresco con san Michele arcangelo de Bernardino Zenale en la bóveda de la cala Capitular y un fresco que representa a santa Caterina de Bartolomeo Benzi da Torno en la sacristía.
En el refectorio del convento, hoy utilizado como capilla de las monjas misioneras franciscanas, se encuentra un gran fresco de 1614 con la Crocifissione, santi e monaci certosini de Bartolomeo Roverio detto il Genovesino, en el que se ve al arzobispo Giovanni Visconti que ofrece la cartuja, representada en detalle.